# Fles

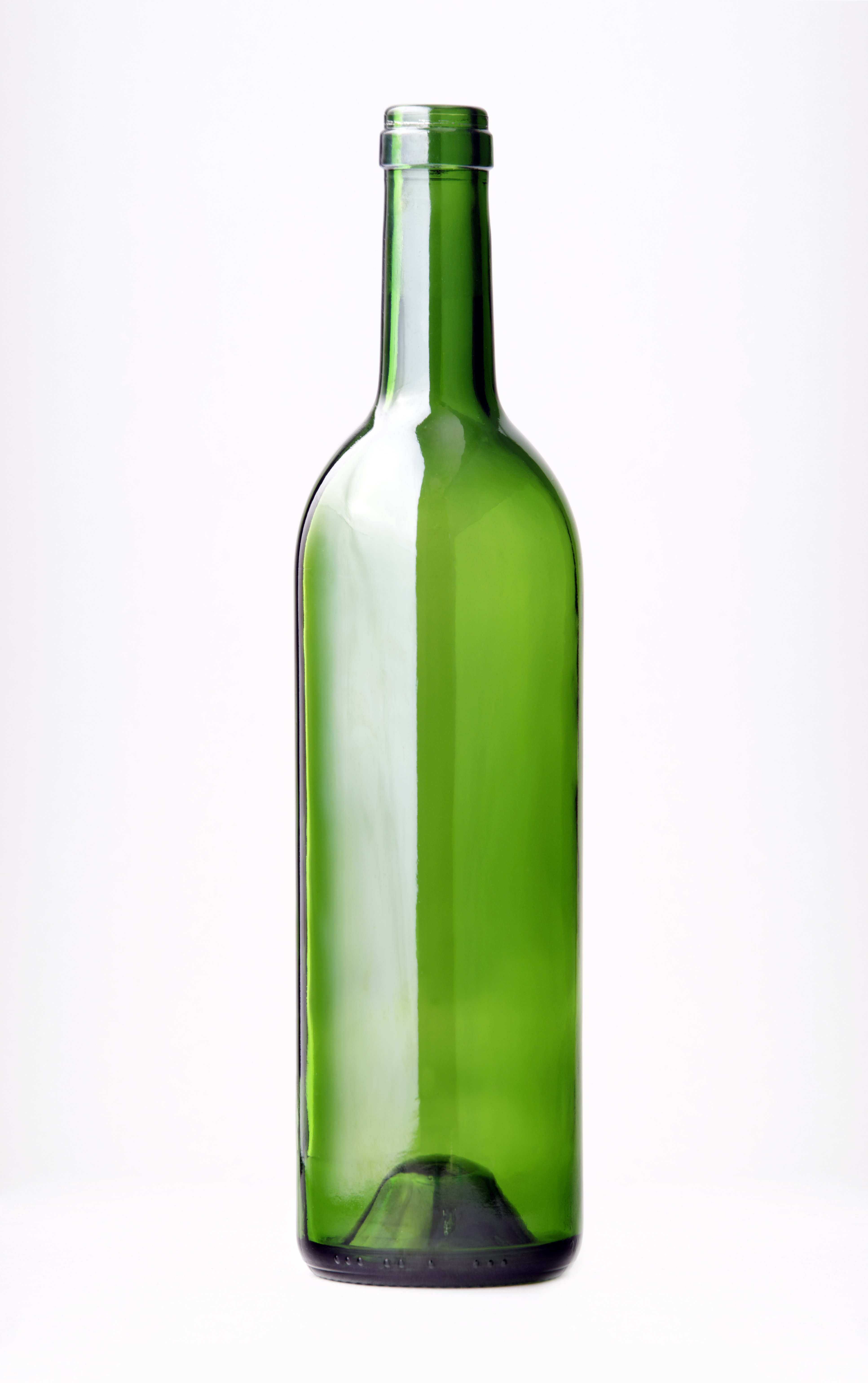
Fles

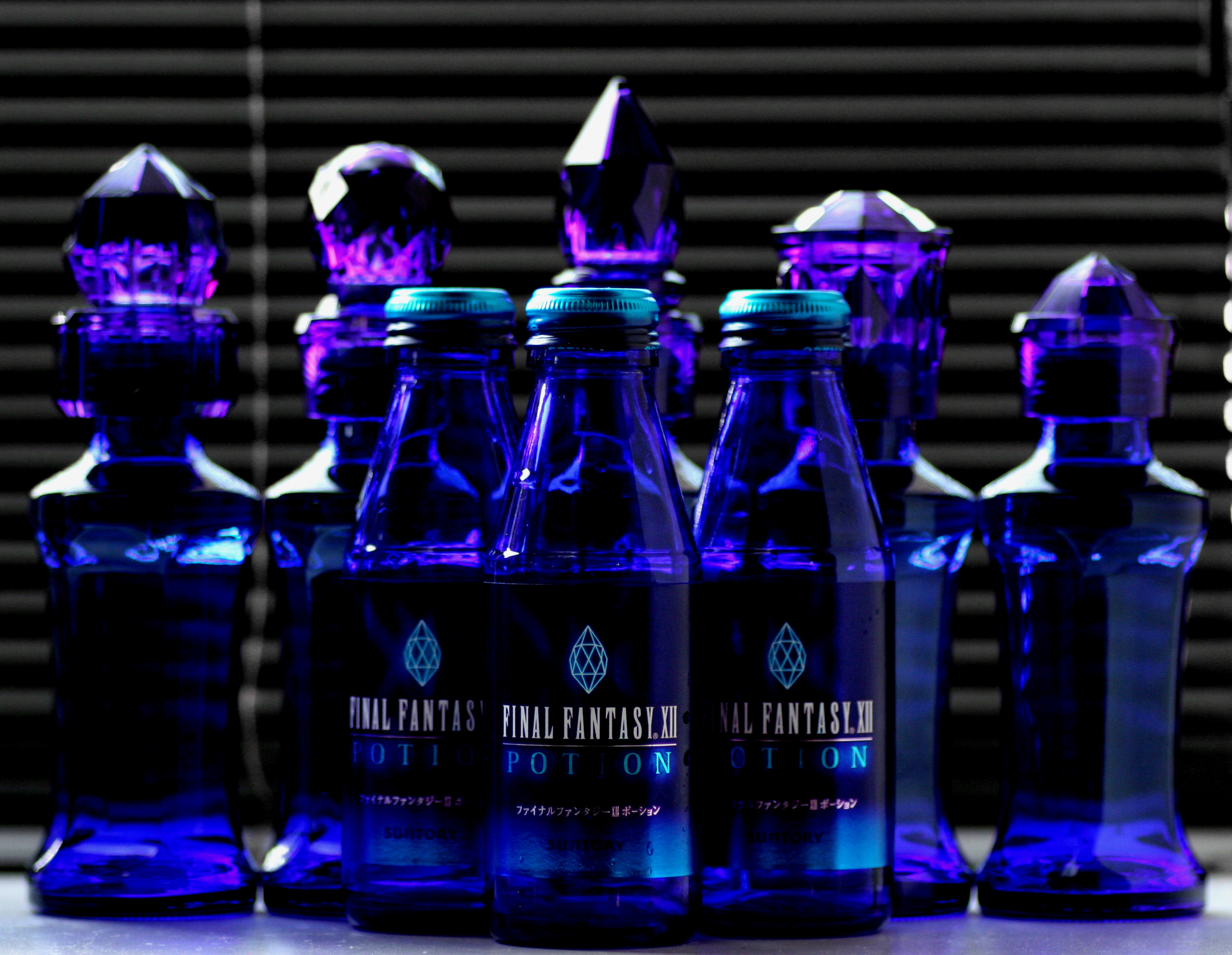
flessen

Een fles is een langwerpig, meestal rond vat van glas, kunststof, aardewerk of metaal, waarin over het algemeen vloeistoffen worden bewaard. Het belangrijkste verschil met andere vloeistof bevattende vaten is de voor de fles typische hals, die smaller is dan het vat zelf. De hals wordt vaak afgesloten met een kurk, een (schroef)dop, een stop of een kroonkurk.
Het onderste gedeelte van de fles wordt buik genoemd, het bovenste gedeelte hals en de opening de mond. De holle bodem, die maakt dat een glazen fles stevig staat op een onregelmatig oppervlak, wordt ziel genoemd.
Een fles wordt meestal van doorzichtig materiaal gemaakt, zoals glas (mandfles) of plastic (petfles). Een stenen (ondoorzichtige) fles wordt meestal een kruik genoemd. 
Er zijn verschillende soorten flessen; de bekendste zijn de flessen die speciaal zijn aangepast aan de inhoud zoals de melkfles, de gasfles en de wijnfles. Flessen kunnen daarnaast op de manier van afsluiten worden onderverdeeld, zoals de weckfles (eigenlijk een pot), de beugelfles en de kogelfles. Ook kunnen flessen naar functie worden ingedeeld, zoals de thermosfles, de veldfles en de heupfles.